# Apazapan (municipalité)
La municipalité d'Apazapan est l'une des 212 municipalités de l'État de Veracruz, et est située dans la partie centrale de cet État. Située à l'ouest du golfe du Mexique, la municipalité confine à l'ouest sur les piémonts de la Sierra Madre orientale. Elle est bordée au sud par le fleuve Río Antigua. Son chef-lieu est la ville éponyme d'Apazapan. Cette municipalité dépend de la région administrative de Capital, qui est une des 10 subdivisions administratives de l'État de Veracruz, et comprend sa capitale étatique, Xalapa.

## Géographie
La municipalité d'Apazapan s'étire d'ouest en est sur la rive nord du fleuve Río Antigua, localement nommé sur une partie de son cours Río los Pescados, qui forme sa limite sud. Sa limite ouest est formée par un affluent du Río Antigua, le Río Tenexapa. Ses confins occidentaux prennent appui sur les premiers reliefs du massif de la Sierra Madre orientale, son altitude oscillant entre 100 et 520 mètres. Son chef-lieu, la ville éponyme d'Apazapan, est située dans ses confins sud-ouest, sur la rive nord du Río Antigua. Son territoire couvre une superficie de 67,3 km2, et était peuplé en 2020 de 4709 habitants, pour une densité de 70 habitants par km2.
Cette municipalité est limitrophe au nord de celle d'Emiliano Zapata, à l'ouest de celle de Jalcomulco, et au sud de celles de Tlaltetela et de Puente Nacional.

## Composition et démographie
La municipalité était composée en 2020 de 11 localités, dont aucune n'était considérée comme urbaine, toutes étant rurales.
| Localité                           | Population |
| ---------------------------------- | ---------- |
| Chahuapan                          | 931        |
| Cerro Colorado (Estación Apazapán) | 911        |
| Apazapan                           | 833        |
| Tigrillos                          | 719        |
| Agua Caliente                      | 599        |
| Reste des localités                | 716        |
| Total population                   | 4709       |

En plus de l'espagnol, plusieurs langues amérindiennes sont parlées dans la municipalité, dont les principales sont par ordre d'importance : le nahuatl et le tarahumara.

## Économie

### Agriculture et élevage
La superficie des parcelles semées représentait en 2019 une surface totale de 1282 hectares, parmi lesquels 948 hectares étaient voués à la culture du maïs, 149 hectares étaient voués à la culture de la mangue, et 132 hectares étaient voués à celle du citron.
En 2020, la production de viande par tonnes comprenait 65,2 tonnes de viande bovine, 88,7 tonnes de viande porcine, 5,1 tonnes de viande ovine, 87,9 tonnes de volailles, et 2,2 tonnes de dinde. La superficie vouée à l'élevage représentait alors 2216 hectares.